# ダニエル・カールトン・ガジュセック
ダニエル・カールトン・ガジュセック（Daniel Carleton Gajdusek、1923年9月9日 - 2008年12月12日）は、ニューヨーク州ヨンカーズ出身のアメリカ合衆国の医師で医学研究者。初めて報告されたプリオン病であるクールー病の研究で、バルチ・ブランバーグとともに、1976年度のノーベル生理学・医学賞を受賞した。彼は後年、児童性的虐待の罪で有罪判決を受け、その名声を大きく損なった。
日本語ではガイジュセクとも表記されるが、英語での発音はガイダシェック（GUY-dah-shek）に近い。

## クールー病の研究
彼は、パプアニューギニアの風土病であるクールー病（現地の言葉で「震える」の意味）の研究でノーベル賞を受賞した。この病気は、ニューギニア島南部高地に住むフォレ族の間で1950年代から60年代に広がっていた病気である。ガジュセックは、この病気の流行と、フォレ族のカニバリズムの習慣を結びつけた。そしてこの習慣がなくなると、クールー病は一世代のうちに完全になくなった。
ニューギニア島のフォレ族の地区を担当する医師であるビンセント・ジーガスが、この病気のことを初めてガジュセックに知らせた。ガジュセックは「笑い病」としても知られるこの地特有の神経病について初めて医学的に研究を行った。彼はフォレ族とともに暮らし、彼らの言葉や文化を学びつつ、クールー病の犠牲者の解剖などを行った。ガジュセックは、この病気は死者の脳を食べるというフォレ族に伝わった儀式によって感染しているという正しい結論を導いた。ガジュセックは、クールー病を伝染させる原因物質は特定できなかったが、後の研究によりプリオンと呼ばれる悪性のタンパク質がクールー病の原因だと判明した。

## 経歴
ガジュセックの父はスロバキアからの移民で、母はハンガリーのデブレツェンの出身だった。ガジュセックは1943年にロチェスター大学を卒業し、1946年にハーバード大学で医学博士号を得た。その後、コロンビア大学、カリフォルニア工科大学、ハーバード大学でポスドク研究を行い、ウイルス学者として徴兵をこなした。彼は1952年から53年にかけてテヘランのパスツール研究所、1954年にはメルボルンにある医学研究所の客員研究員として働き、彼はここで後のノーベル賞受賞に繋がる研究と出会った。彼は1958年にアメリカ国立衛生研究所のウイルス学・神経学部門の長となり、1974年に全米科学アカデミーの会員に選ばれた。1988年トーマス・ハックスリー記念賞受賞。
2008年12月12日、訪問先であるノルウェーのトロムソで死去。85歳没。

## 児童性的虐待
南太平洋に研究に出かけた際、彼はより良い教育を受けさせる目的で、子供たちをアメリカ合衆国に連れて帰り、一緒に住まわせた。こうして連れて来られた男児の一人が成年後、彼を性的虐待で訴えた。
1996年4月、彼は児童性的虐待の罪で起訴された。そして、彼が研究室に残したノートの記述や、被害者の証言およびガジュセック自身の自白に基づき、1997年に有罪判決が言い渡された。司法取引により自ら有罪を認めた結果、彼には懲役19月の実刑判決が言い渡された。1998年に釈放されると、彼は5年間の保護観察期間をヨーロッパで過ごすことが許可された。これに先立つ1996年10月、エジンバラ大学の心理学者クリス・ブランドは、ガジュセックへの扱いが反エリート主義的で不当に厳しいとして非難していたが、のちにブランドは大学の名誉を汚した廉で大学から解雇された。